# Grzyby eukarpiczne
Grzyby eukarpiczne – grzyby składające się z części płodnej, biorącej udział w rozmnażaniu i części sterylnej, czyli płonnej. Do tej grupy grzybów należy większość ich gatunków. Używa się także nazw grzybnia eukarpiczna i plecha eukarpiczna.
Przeciwieństwem grzybów eukarpicznych są grzyby holokarpiczne, u których całe ciało przekształca się w organ rozmnażania.